# عامر عبد الوهاب الجنوبية (رداع)

تعديل مصدري - تعديل

حارة عامر عبد الوهاب الجنوبية هي إحدى حارات مدينة رداع أحد مدن محافظة البيضاء، بلغ تعداد سكانها 595 نسمة حسب تعداد اليمن لعام 2004.